# Hultsfreds gymnasium
Hultsfreds Gymnasium, tidigare Stålhagsskolan, är en kommunal gymnasieskola i Hultsfred som utgör kommunens enda gymnasieskola. Skolan har cirka 500 elever fördelat på ungdomsgymnasiet och Anpassad gymnasieskola. Hultsfreds kommunala musikskola finns också förlagd till gymnasiet.
Under läsåret 2011/2012 och 2012/2013 ingår skolan i Erasmus+ (tidigare Comenius) som ger möjlighet till att bedriva utbyten genom ett utvecklingsprogram av UHR, universitet- och högskolerådet, (tidigare Internationella programkontoret för utbildningsområdet ) där flera länder i Europa samarbetar för att få ökade kunskaper i engelska och bättre kännedom i andra människors liv och kulturer.
Under 2018–2020 samarbetar man med skolor från Italien, Rumänien, Belgien, Tyskland och Ungern i ett företagsliknande projekt, kallat S.P.E.E.D (Sustainability, Power, Education, Entreprenurship, Development). Skolans motto är "Hultsfreds gymnasium - hållbar utbildning – till nytta för dig, för andra och för världen".

## Skolans historia
Skolan började 1937 som en högre folkskola och från 1947 bli kommunal mellanskola för att 1956 bli en kommunal realskola, med en kommunal gymnasieskola från 1957. 1964 fick skolan namnet Statliga allmänna gymnasiet och kommunala realskolan i Hultsfred. 
Skolan kommunaliserades 1966 och upphörde som läroverk och blev då Stålhagsskolan.  Studentexamen gavs från 1960 till 1968 och realexamen från 1947 till slutet av 1960-talet.
Undervisningen var inledningsvis förlagd till Mimerskolan. Nuvarande lokaler. A- och B-husen byggdes i etapper med början 1960. Den nystartade gymnasieskolan hade under det första decenniet en ovanligt ung lärarkår som profilerade sig i olika frågor. Icke sällan omnämndes skolan på skolledarkonferenser. 
Upptagningsområdet var under de första tre decennierna både Vimmerby och Hultsfreds kommun. Elevantalet runt 1970 var så stort att ”Tysta korridoren” var enkelriktad. För att lösa lokalfrågan med så mycket elever inblandade tillämpades saxad undervisning, dvs högstadiet började undervisningen kl 8 och gymnasiet först kl 10. 
Det stora elevantalet medförde att det vid mitten av 1970-talet byggdes en egen skola för högstadieeleverna och när Vimmerby kommun i början av 1990-talet startade egen gymnasieutbildning sjönk elevantalet vid Stålhagsskolan ner mot dagens nivå. 
C-huset med de praktiskt inriktade utbildningarna tillkom i början av 1970-talet. I och med Hagadals tillkomst 1977 fick skolan tillgång till simhall och idrottshall. I F-huset, som var en barackliknande byggnad fylld med små studieceller, anordnades läxhjälp innan dagens undervisning började och eleverna serverades en enkel frukost. Byggnaden brann ner till grunden i mitten av 1990-talet och nybyggnationen rymmer bl.a. nuvarande skolrestaurang, cafeteria och undervisningslokaler.
I samband med reformen 1994 behövdes arbetsplatser för lärarna och processen med att omdisponera lokalerna har sedan dess fortsatt. 
2003 bytte skolan namn från Stålhagsskolan till Hultsfreds gymnasium bl. a. för att koppla skolans namn till orten Hultsfred.
Med början 2007 gjordes en genomgripande renovering av hela skolan. I samband med detta byggdes nya lokaler för flera av skolans program förutom en helt ny entré. 
Gymnasieskolan ingår i en samverkansgrupp, tillsammans med gymnasieskolor i Västervik, Oskarshamn, Mönsterås, Vimmerby och Högsby.

## Program
Skolan har för tillfället åtta nationella gymnasieprogram samt Lärlingsprogram och Introduktionsprogram:
- Barn- och fritidsprogrammet inriktning fritid och hälsa, pedagogiskt arbete samt socialt arbete
- Estetiska programmet inriktning estetik och media samt bild och formgivning (Pausad 2023)
- Ekonomiprogrammet inriktning ekonomi samt juridik
- El- och energiprogrammet inriktning automation samt elteknik
- Fordons- och transportprogrammet inriktning transport samt godshantering
- Industritekniska programmet inriktning Produkt och maskinteknik
- Naturvetenskapsprogrammet inriktning naturvetenskap samt naturvetenskap och samhälle
- Samhällsvetenskapsprogrammet inriktning samhällsvetenskap
- Vård- och omsorgsprogrammet
- Lärlingsprogrammet
- Introduktionsprogrammen
  - Preparandutbildning
  - Programinriktat individuellt val
  - Yrkesintroduktion
  - Individuellt alternativ
  - Språkintroduktion
- Anpassad gymnasieskola

För de program som inte erbjuds på någon av de två skolorna kan elever i norra Kalmar län söka fritt bland skolorna i Gymnasieregionen där Vimmerby kommun, Hultsfreds kommun, Högsby kommun, Mönsterås kommun, Oskarshamns kommun och Västerviks kommun ingår.